# Tlestky (tvrz)
Tlestky jsou zaniklá tvrz ve stejnojmenné vesnici u Drahouše v okrese Rakovník. Vznikla ve druhé polovině třináctého století a zachovalo se po ní okrouhlé tvrziště, které je od roku 1965 chráněno jako kulturní památka.

## Historie
První písemná zmínka o vesnici pochází až z roku 1419, ale panské sídlo zde vzniklo již ve druhé polovině třináctého století. Zaniklo požárem nejspíše okolo roku 1424 při ústupu husitských vojsk z Plzeňska. V šedesátých letech dvacátého století zde proběhl archeologický výzkum, který odhalil kamenné základy stavby. Výjimečným náhodným nálezem z roku 1961 je konvice s třmenovým uchem z třináctého či počátku čtrnáctého století určená k rozlévání tekutin nebo omývání rukou při stolování. Byla naplněná čtyřmi sty drobných skleněných kroužků nejasné funkce. Ty bývají často nalézány při výzkumech hradů a měst, ale na rozdíl od zdejšího nálezu vždy jednotlivě. Předpokládá se, že mohly sloužit jako náhrada drobných mincí.

## Stavební podoba
Tvrz tvořila jediná nejspíše věžovitá budova na kamenné podezdívce s čtvercovým půdorysem. Není však jasné, jestli byla součástí tvrze od počátku nebo vznikla až později. Přímo na základy stavby navazoval okraj příkopu, který obepínal centrální pahorek. Hloubka příkopu je asi 3,5 metru a šířka třináct metrů. Na vnější straně byl příkop obehnán valem vysokým dva metry. Příkop i val se dochovaly jen na jedné třetině obvodu.

## Přístup
Tvrziště se nachází na pozemku za domem čp. 20 a je volně přístupné. Vesnicí nevede žádná turisticky značená trasa ani cyklotrasa.

## Galerie

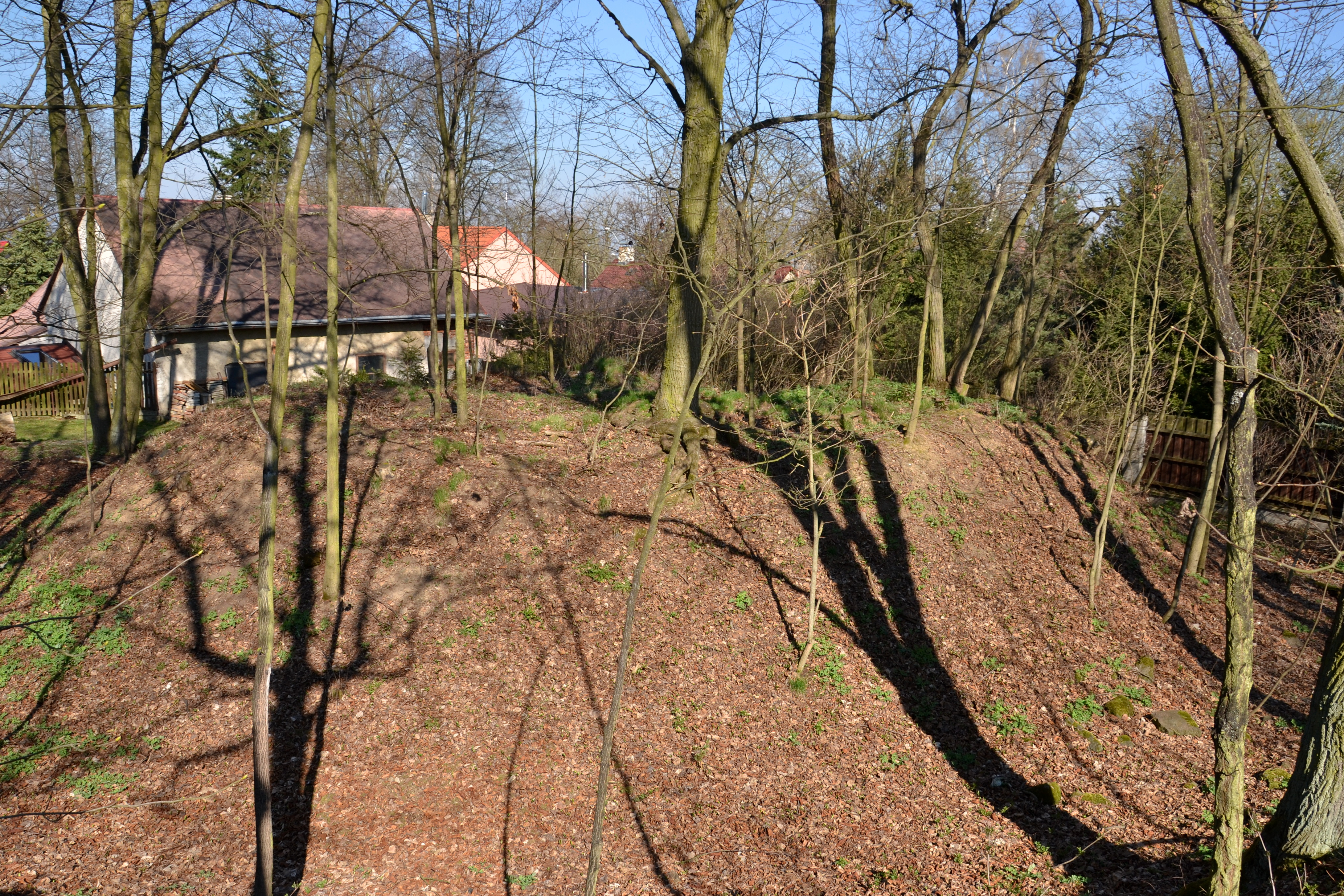
Centrální pahorek
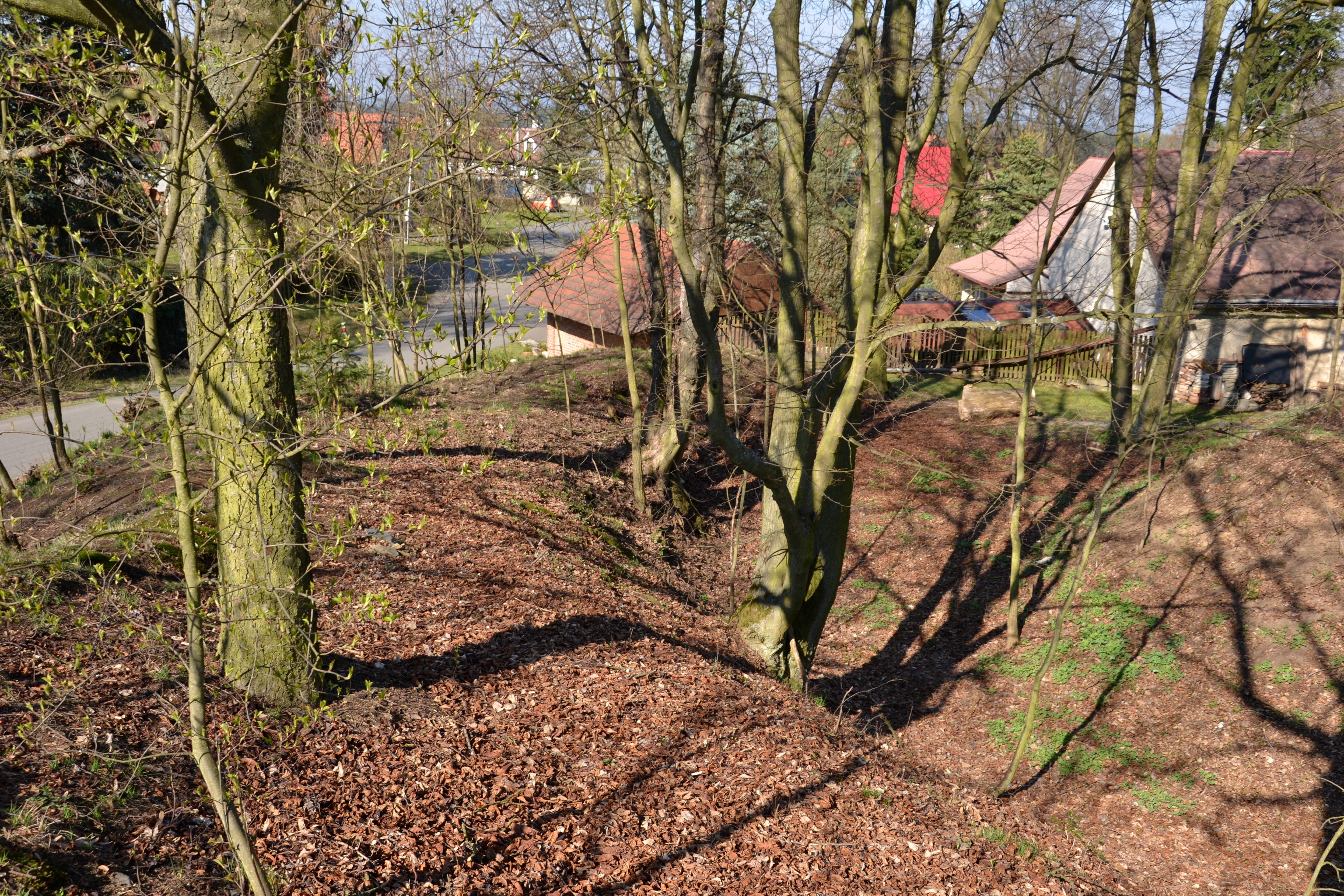
Příkop a val na jižní straně
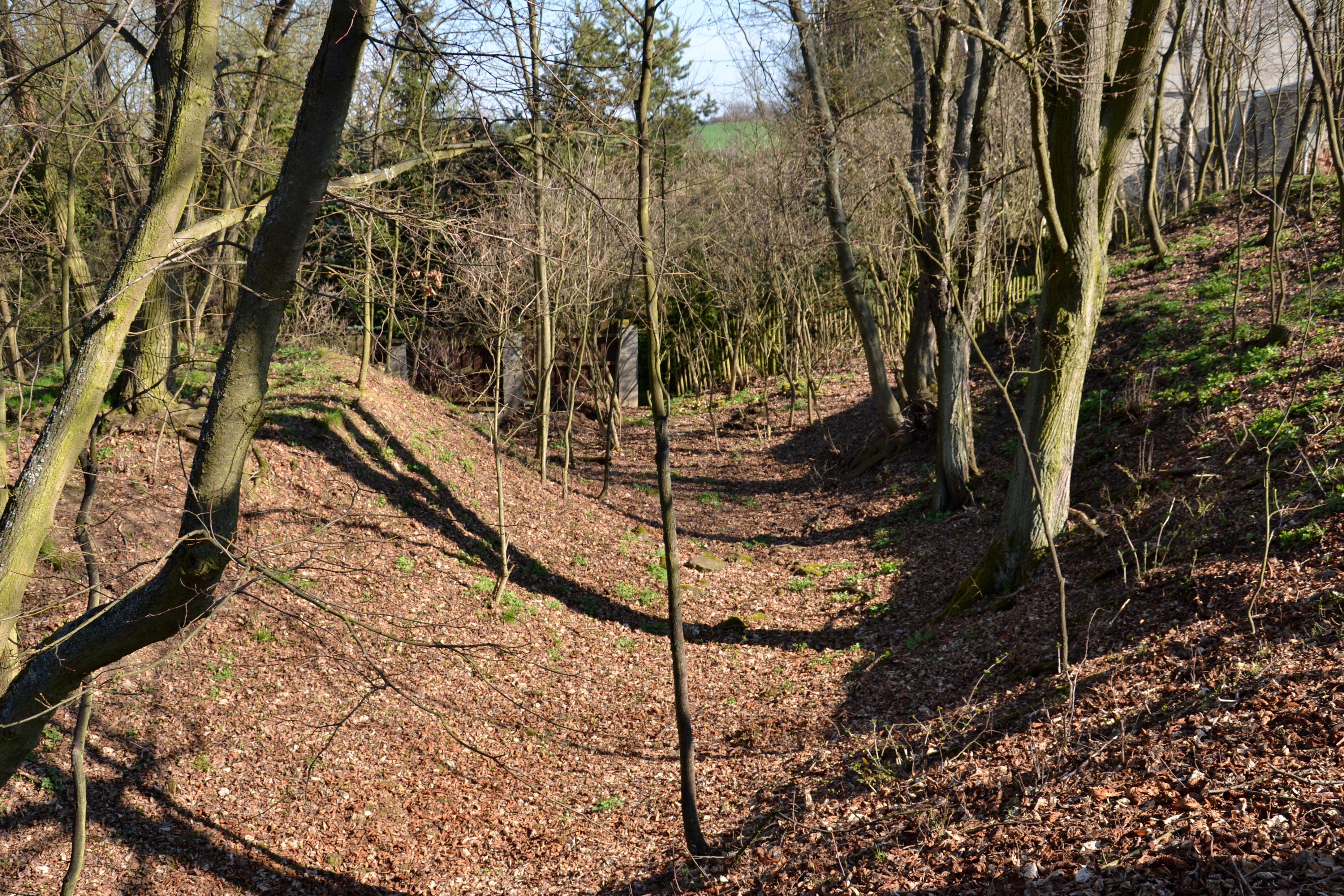
Příkop a val na východní straně